# マイケル・ガーデナー
マイケル・ガーデナー（Michael Gardener、1981年8月27日 - ）は、アメリカ合衆国・ミシガン州デトロイト出身のプロバスケットボール選手である。ポジションはガード。183cm、78kg。スピードのあるドリブルを武器に得点、アシストを量産する。

## 来歴
テキサス農工大学、サウスイーストルイジアナ大学から2005年にニュージーランド・NBLのカンタベリー・ラムズに入団。
2007年、bjリーグの新規参入球団であるライジング福岡に移籍。
1シーズン目でのプレイオフ進出に貢献するとともにサークルKサンクス 週間MVP・月間MVPも獲得。
2008年、浜松・東三河フェニックスへ移籍。1試合平均6.52本でアシスト王を獲得、得点もリーグ3位の1試合平均25.52点を記録し、ベスト5にも選出された。チームはイースタンカンファレンス1位でプレイオフに進出したが、カンファレンスファイナルで敗れてシーズン3位。
2009年、高松ファイブアローズへ移籍。1試合平均7本のアシストで、2シーズン連続でアシスト王を獲得。2011年、秋田ノーザンハピネッツと契約。秋田では中心選手として2年目のチームの躍進を支えたが、12月11日の宮崎戦で肋骨を骨折、12月19日に契約解除となった。

## エピソード
- 浜松・東三河在籍時にトリプルダブルを2度達成している。
- 2009年11月28日の大阪戦で残り1秒から決勝の3ポイントシュートを決めた。この活躍などで高松ファイブアローズブースターが選ぶ11月の月間MVPを受賞した。[1]

## 記録
| シーズン         | チーム | GP | GS | MPG  | FG%  | 3P%  | FT%  | RPG | APG | SPG | BPG | TO  | PPG  |
| ---------------- | ------ | -- | -- | ---- | ---- | ---- | ---- | --- | --- | --- | --- | --- | ---- |
| bjリーグ 2007-08 | 福岡   | 42 |    | 31.8 | .404 | .313 | .607 | 4.9 | 4.9 | 2.1 | 0.0 | 2.5 | 18.4 |
| bjリーグ 2008-09 | 浜松   | 52 | 52 | 32.5 | .411 | .344 | .730 | 5.4 | 6.5 | 2.3 | 0.1 | 3.8 | 25.5 |
| bjリーグ 2009-10 | 高松   | 44 | 42 | 36.7 | .369 | .290 | .669 | 5.6 | 7.0 | 1.7 | 0.1 | 4.6 | 21.3 |
| bjリーグ 2011-12 | 秋田   | 16 | 16 | 31   | .459 | .308 | .736 | 5.8 | 5.6 | 1.7 | 0   | 4.1 | 19.4 |

- bjリーグ
  - ベスト5（2008-09）
  - 得点3位（2008-09）
  - アシスト1位（2008-09、2009-10）
  - スティール2位（2007-08、2008-09）
  - 月間MVP（2008年4月、2009年1月）
  - 週間MVP（2007年11月17･18日、2008年4月20日、2008年12月20･21日）

bjリーグ1試合最多アシスト
- 15本：2008年11月12日高松戦（2012-13シーズンにケビン・ガロウェイが更新するまで1位）

bjリーグ1試合最多3ポイントシュート成功数
- 10本：2009年5月10日新潟戦（2012－13シーズンにエイドリアン・トーマスが更新するまで1位）